# Discophlebia
Discophlebia là một chi bướm đêm thuộc họ Oenosandridae.

## Các loài
- Discophlebia blosyrodes - Turner, 1903
- Discophlebia catocalina - R. Felder, 1874
- Discophlebia celaena - (Turner, 1903)
- Discophlebia lipauges - Turner, 1917
- Discophlebia lucasii - Rosenstock, 1885

## Hình ảnh

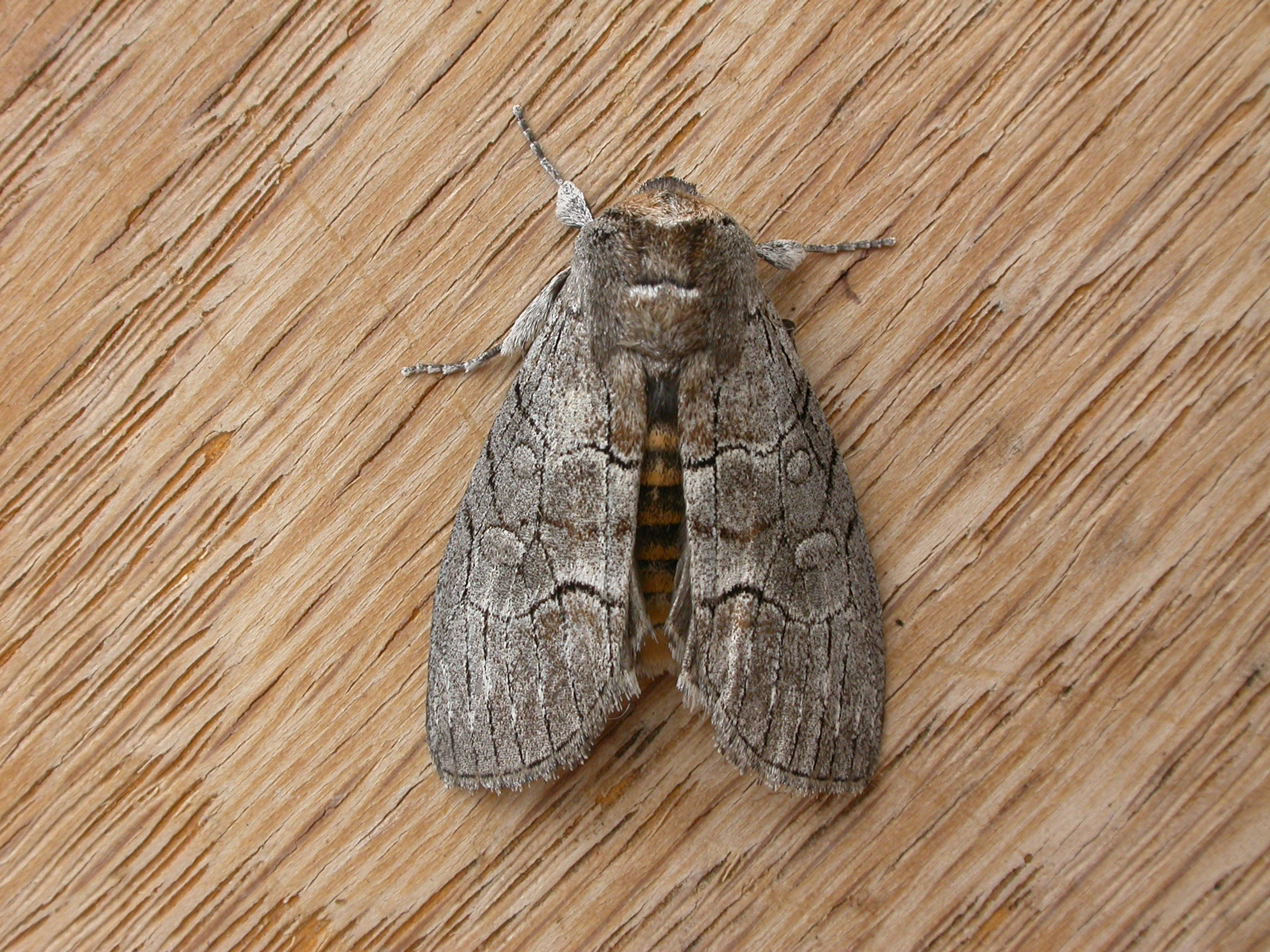